# گاگیک بوغوسیان
گاگیک بوغوسیان (Գագիկ Պողոսյան؛ ) یک سیاستمدار اهل ارمنستان است که از تاریخ ۲۰۰۰ تا تاریخ ۶ نوامبر ۲۰۰۰ در دولت آندرانیک مارگاریان رئیس کمیته درآمد ملی ارمنستان را بر عهده داشت.